# Front de l'Ouest (jeu vidéo)
Pour les articles homonymes, voir Front de l'Ouest.
Front de l’Ouest (West Front en version originale) est un jeu vidéo de type wargame développé et publié par TalonSoft en 1998 sur PC. Il est le deuxième jeu de la série Campaign du studio, après Front de l’Est publié en 1997. Il se déroule pendant la Seconde Guerre mondiale et simule des combats sur le Front de l’Ouest entre 1939 et 1945, dont notamment la campagne de France, la guerre du Désert, la campagne d’Italie, le débarquement et l’invasion de l’Allemagne. Le jeu simule des combats tactiques ou une unité représente une section d’une trentaine d’hommes et ou un escadron correspond à  un groupe de quatre à six véhicules ou à une batterie de canons. Le champ de batailles est divisé en cases hexagonales ou chaque hexagones représente environ 250 mètres. Les parties se déroulent au tour par tour.

## Accueil
| Front de l’Ouest      |      |       |
| Média                 | Pays | Notes |
| Computer Gaming World | US   | 4/5   |
| Cyber Stratège        | FR   | 4,5/5 |
| GameSpot              | US   | 80 %  |
| Gen4                  | FR   | 4/5   |